# فرصت تجاری
فرصت تجاری، مجموعه شرایط و موقعیت هائی است که راه اندازی یا توسعه یک فعالیت تجاری سودآور و پایدار را ممکن می‌سازد. این فرصت ممکن است به طرق مختلف، مثلاً در اثر نیازهای بازار، نوآوری در فناوری، تغییر در روند مصرف، مقررات جدید و سایر عوامل پدید آمده باشد. شناسایی یک فرصت تجاری و بهره‌برداری صحیح از آن یک عامل اساسی موفقیت در کسب‌وکار است.

## تعاریف
فرصت تجاری هر موقعیت مناسب در بازار است که در آن موقعیت بتوان محصول/ خدمتی جدید را عرضه نمود. یک فرصت تجاری عبارت است از امکانی که نیاز بازار (یا علاقه یا خواسته) را از طریق یک ترکیب خلاقانه از منابع به منظور ایجاد ارزش اقتصادی بالاتر تأمین می‌کند. یک فرصت تجاری عبارت است از ظرفیت‌های سودآوری جدید از طریق یافتن، راه اندازی و بهبود کسب‌وکار یا فعالیت‌های تجاری.
هر وضعیت، موقعیت یا شرایطی که امکان ایجاد ارزش و سودآوری را دارد یک فرصت تجاری است. به بیان دیگر، فرصت تجاری عبارت است از درک امکان راه اندازی یک کسب وکار جدید یا بهبود موقعیت یک تجارت کنونی که در هر دو حالت به سود بالقوه منجر گردد. یک فرصت می‌تواند با اضافه شدن ایده مناسب و منابع لازم، تبدیل به ارزش و منفعت گردد. منابع شامل منابع انسانی، منابع مالی، منابع فناوری و منابع فیزیکی می‌شود.
یکی از مهم‌ترین شاخص‌های کارآفرینی، مهارت یافتن فرصت‌های تجاری است. همچنین یکی از اصول مهم برای اینکه بتوان از فرصت‌های موجود بهترین استفاده را برد، قدرت ریسک‌پذیری است. یک سرمایه‌گذار بدون ریسک پذیری نمی‌تواند سود مطلوبی کسب کرده و حتی متحمل شکست نیز خواهد شد.

## عوامل مؤثر در تشخیص فرصت‌های تجاری
تشخیص فرصت‌های تجاری توسط افراد، تحت تأثیر محیط کسب‌وکار و قابلیت‌های فردی قرار دارد. عوامل منحصر به فردی که در تشخیص فرصت‌های تجاری مؤثر هستند، عبارت است از:
- دانش پیشین: دانش پیشین در یک زمینه خاص در افراد ظرفیتی ایجاد می‌کند که آنان را قادر به تشخیص فرصت‌های خاص می‌کند. این ظرفیت افراد را کریدور دانش می‌گویند.
- تجربه: افراد با تجربه توانایی تشخیص سریع الگوها و فرصت‌های در حال شکل‌گیری را دارند. تجربه عبارت است از مجموعه ای از الگوهای فکری یا شخصی که در طی زمان توسعه می‌یابد و فرد را قادر می‌کند که فرصت‌ها را درک، تحلیل، غربال و نهایتاً تصمیم‌گیری کند و به‌طور اثربخشی نسبت به دیگران در فرصت‌ها عمل نماید.
- شبکه‌های اجتماعی: شبکه اجتماعی فرد، بسیار مهم است. تماس‌های فردی با اعضای شبکه اجتماعی، اغلب منبع ایده‌های تجاری جدید است.
- عوامل شناختی و رفتاری: چهار جنبه شناختی و رفتاری مؤثر در عملکرد افراد هنگام تشخیص فرصت شامل توانایی (دانش، مهارت، خلاقیت، تجربه)، خودکفایی (اعتماد، طول زمان انجام)، انگیزش و مطلوبیت است.

## مثال برای فرصت‌های تجاری
به عنوان نمونه برخی فرصت‌های تجاری در ایالات متحده ارائه می‌شود:
- در حوزه فناوری و نوآوری - دره سیلیکون، واقع در سانفرانسیسکو، مرکزی برای پیشرفت فناوری است که یک اکوسیستم مناسب را برای کارآفرینان فناوری از هوش مصنوعی و بیوتکنولوژی گرفته تا انرژی‌های تجدیدپذیر و اکتشافات فضایی ارائه کرده و دسترسی به سرمایه، و استعدادهای برتر را فراهم می‌کند.
- در حوزه تجارت الکترونیکی و خرده فروشی – با ظهور پلتفرم‌های تجارت الکترونیک و تغییر رفتار مصرف‌کنندگان، خرده فروشان آنلاین فرصت‌های تجاری قابل توجهی دارند.
- مراقبت‌های بهداشتی و بیوتکنولوژی - صنعت مراقبت‌های بهداشتی در این کشور تحت تأثیر پیشرفت‌های فناوری، پیری جمعیت و افزایش آگاهی سلامت و تندرستی، دستخوش تغییر و دگرگونی شده است.
- انرژی‌های تجدیدپذیر و پایداری - با تغییر جهان به سمت شیوه‌های پایدار، این کشور سرمایه‌گذاری زیادی در انرژی‌های تجدیدپذیر - باد، خورشیدی، و برق آبی دارد. مشوق‌ها، کمک‌های مالی و سیاست‌ها در سطوح فدرال و ایالتی از شرکت‌های متمرکز بر انرژی پاک و پایداری حمایت می‌کنند.
- در صنعت غذا - بازار غذا در این کشور فرصت‌های تجاری گوناگونی از رستوران‌های سنتی و کامیون‌های حمل غذا گرفته تا خدمات نوآورانه تحویل غذا و محصولات غذایی ویژه را ارائه می‌دهد.
- در بازار املاک و مستغلات - این بازار در ایالات متحده چند وجهی است و بخش‌های مسکونی، تجاری و صنعتی را در بر می‌گیرد.

به دلیل بسیاری از موارد فرصت‌های تجاری تقلبی و کلاهبردارانه که کسب‌وکارها به وعده‌های خود عمل نکرده‌اند، یا سود آن فرصتها در واقعیت بسیار ناچیزتر از آن بوده که به سرمایه‌گذار اعلام می‌شود، دولت‌ها بایست به دقت قوانین و مقررات این حوزه را تنظیم کنند. در ایالات متحده، کمیسیون تجارت فدرال شکایات را دریافت می‌کند و به هماهنگ‌کردن اقدامات اجرایی در برابر فرصت‌های تجاری تقلبی کمک می‌کند.